# 英熟語
英熟語（えいじゅくご）とは、複数の英単語で構成され、ある特定の意味に慣用される語彙を指す、日本の英語教育における用語である。単に熟語とも呼ばれる。日本の伝統的な英語教育において、英単語や英文法に次いで重視される項目であり、英文を解釈する上で欠かせない知識とされる。受験英語においては、英熟語のみを集めた「英熟語集」というジャンルの参考書も数多く出版されている。
同様の概念をイディオムと呼ぶこともあるが、一般に「英熟語」と認識されている語彙と言語学や英語学におけるイディオム（idiom）との間には若干のズレがある。なお、日本言語学会と日本英語学会は、学術用語としての“idiom”を一律に「慣用句」と訳している。

## 呼称
主に受験英語において「熟語」という呼称は好んで用いられるが、英語学においては、複数の単語の集合を「句」(phrase)と呼ぶため、「慣用句」や「成句」などといった方が、文法学的整合性は高いといえる。日本語版ウィクショナリーにおいては、この種の語彙に対して「成句」という名称のカテゴリーを設けている。また、 “idiom”, “idiomatic phrase”をそれぞれ「熟語」「成句」と区別して訳している例もある。
評論家の副島隆彦は、「日本におけるいわゆる“英熟語”は、どちらかといえば“idiom”よりも“set phrase”に近い」と言っている。

## 英熟語の類型とイディオム
複数の単語が連結して別の意味になる表現（イディオム）は、典型的な英熟語である。例えば、 “sour grapes” （「すっぱいブドウ」が直訳）や“beat around the bush” （「やぶのまわりをたたく」が直訳）は、それぞれ「負け惜しみ」、「遠まわしにほのめかす」という意味で慣用される。前者は語が主体となる語彙イディオム（lexical idiom）、後者は句全体が主体となる句イディオム（phrasal idiom）に分類されるが、両者とも高いイディオム性（idiomaticity）を有しているという共通点がある。なお、文法的に1単語とみなすことのできる“goldfish” （金魚） や“ice cream” （アイスクリーム）などは言語学的には語彙イディオムの一種であるといえるが、通常、英熟語の範疇に加えない。
英熟語の類型のうちに代表的なものに「句動詞」（group verb）と「複合前置詞」（complex preposition）が挙げられる。
群動詞は、動詞に副詞や前置詞が連なって、文法的に1つの動詞と同様にふるまう表現である。例えば、「…を世話する」という意味の“look after …”は構造的には2語であるが、 “She looks after her baby.” Her baby is looked after by her.”等の書き換えが可能であるように、あたかも1つの他動詞のようにふるまっていることがわかる。群動詞は受験英語に おいて好まれる用語であるが、最近の英語学においては「句動詞」（phrasal verb）とも呼ばれる。
複合前置詞は、名詞の前に複数の単語を置き、全体で形容詞句もしくは副詞句とする機能をもつ表現である。最近の英語学においては「句前置詞」（phrasal preposition）とも呼ばれる。例えば“He lived next to the river.”における “next to …” （…の近くに）の類がそれである。この文では、下線部が“lived”を修飾する副詞句になっている。複合前置詞には“without” （with + out）のように完全に複合して1つの単語になったものも存在するが、これは英熟語とみなされない。
群動詞や複合前置詞におけるイディオム性の程度はさまざまであり、 “put up with …” （…を我慢する）、 “by dint of …” （…のおかげで）などは、イディオム性が高いといえるが、 “walk across …” （…を歩いて渡る）、 “because of …” （…が原因で）など、ほぼイディオム性が認められないものもある。日本の英語教育においては、イディオム性の程度にかかわらず、すべてを「英熟語」とみなしている。この点がいわゆる「英熟語」と言語学における術語としての「イディオム」の大きな相違点である。
このほか、形容詞として機能する“as is” （ありのままの）、副詞として機能する“after all” （結局）、接続詞として機能する“let alone …” （…は言うまでもなく）など、英熟語とみなされる表現は多様である。
また、後続する前置詞句が形容詞を補足する文の場合、「述語動詞 + 形容詞 + 前置詞」の形で1つの熟語として収録している熟語集も多い。 “He is proud of his daughter.”における“be proud of …” （…を誇りとする）、 “She is good at sports.”における“be good at …” （…が得意である）などがその例である。
同じ意味の表現でも、例えば「…を誇りとする」を意味する“be proud of …” 、 “pride oneself on …” 、 “take pride in …”のように後続する前置詞がそれぞれに固定的であることが多い。このような表現における前置詞の使い分けは、非母語話者にとって厄介な問題であり、まとまった表現として暗記したほうが効率がよい。
さらに、市販の英熟語集には、 “make trouble” （トラブルを起こす）、 “consult a doctor” （医者に診てもらう）のような、単語のもつ本来の語義から十分解釈可能な表現さえも収録していることもある。これらの表現は確かに用例として頻度が高く、時に固定的であるが、典型的なイディオムに比べ、単語同士の凍結度（frozenness）が低く、コーパス言語学（corpus linguistics）においては、「コロケーション」（collocation）と呼ばれている。前述の「述語動詞 + 形容詞 + 前置詞」の形式の表現もコロケーションの一種である。日本においては、コロケーションに対して「連語」という訳語が与えられることもあるが、英熟語と連語の区別は曖昧であることが多い。

## 英熟語と日本人
外国語を初めて学ぶ者にとって、既知の単語の配列が別の意味をなす表現を身につけるには、それ自体一つのまとまりとして個別に暗記していくのが着実であり、より現実的といえる。機械翻訳の領域でもこの種の表現は、まとめて処理した方が効率がよいとされる。
特に英語からみて文化的にも言語学的にも距離のある日本語を母語とするものにとって、逐語訳しにくい表現は、英語を解釈する上でしばしば障壁となる。日本の中学・高校における英語においては、英文を読む際、英単語を英和辞典で日本語の意味を調べ、それを既存の構文に当てはめて解釈していくのが伝統的な教育法である。この教育法では、逐語訳として対処しにくい表現を全て「英熟語」として固定的な訳をあてるのである。
英語学者の山口俊治は、受験勉強の際、英熟語として暗記すべき表現を著書の中で以下のように大別している。
1. そのまま意味が明白なもの
  - “leave for …” （…へ向け出発する）、 “above sea level” （海抜）などが該当する。
  - 英熟語の中で最も易しい部類であるが、空所を補充する問題や、適切な語句の配列を答える問題などを解く際、暗記しておくと便利であるという。
2. 元の意味が推察できるもの
  - “find fault with …” （…のあらを探す、…を非難する）、 “in sight” （視界に、間近で）などが該当する。
  - 意味は容易に推察できるため、英熟語としては難易度は高くない。一方で、和文英訳の際などには、正確な用例を暗記する必要がある。
3. 元の意味を感じ取れるもの
  - “stand out” （際立つ）、 “anything but …” （…のほかならなんでも）などが該当する。
  - 2.と4.の中間的な表現。英熟語はこれに分類されるものが最も多いという。
4. ほぼ完全にイディオム化しているもの（完全イディオム）
  - “put up with …” （…を我慢する）などが該当する。
  - 意味を類推することがほぼ不可能であるため、非英語話者はこのままの形で暗記するほかない。試験においては、別の語句で言い換えさせる問題として問われやすいという。
5. 基本的な理解を要するもの
  - “with O …分詞”〔付帯状況の構文〕、 “A is no more B than C is D” 〔いわゆるクジラの構文〕などが該当する。
  - 訳出の際、文法的な理解を必要とする表現である。これだけを集めた「構文集」なる受験参考書も多く存在する。

こうした作業は、日本人が英語に接触して以降、連綿と集積し続けていたことであり、訳出しづらい表現も過去の訳例を引用することで、翻訳作業を省力化できる利点がある。しかし、一定の学習時間で記憶できる表現の数には限界がある。また、そもそもこうした逐語訳しにくい表現が全て辞書に収録されているとは限らず、瑣末な表現まで含めれば、むしろ辞書に掲載されていない表現の方が多いという。
受験英語においては、「客観的にみて本来熟語と呼べないものでさえ「公式」として取り上げていることが多い」という趣旨の指摘がなされることもある。また、極端な例ではあるが、日本における英語学習者 は、見慣れぬ表現にぶつかると、まず辞書で英熟語としての意味がないかどうか確認し、その後で単語同士の配列からなんとか適当な和訳を導きだすという本末顛倒な作業をしているという報告さえある。
上で挙げたような「英文解釈」について、漢文訓読法と比較され、これとの類似を指摘されることがある。そもそも「熟語」 という単語自体が、漢文を訓読する際の用語である。日本の英語教育における英熟語も、これと類似した展開をしているといえる。最近では、このような従来の慣習に引きずられた棒暗記に異議をとなえ、新しい英熟語の学習法を提唱する者も出てきている。
日本の英語教育に詳しい、評論家の副島隆彦は「この分類は本当はくだらない」と評し、英語の語彙における“熟語”という区分の存在自体が無意味であると主張している。